# Dicranomyia (Peripheroptera) fulvistigma
Dicranomyia (Peripheroptera) fulvistigma is een tweevleugelige uit de familie steltmuggen (Limoniidae). De soort komt voor in het Neotropisch gebied.